# Джабалпур (округ)
Сайт =http://jabalpur.nic.in [Архівовано 6 березня 2010 у Wayback Machine.]
Джабалпур (англ. Jabalpur) — округ в індійському штаті Мадх'я-Прадеш. Адміністративний центр — місто Джабалпур. Площа округу — 5211 км². За даними загально індійського перепису 2001 року населення округу становило 2 151 203 чоловік. Рівень грамотності дорослого населення становив 75,7 %, що вище середньоіндійського рівня (59,5 %). Частка міського населення становила 57,1 %.